# Llista de rellotges de sol del Barcelonès
Llista de rellotges de sol instal·lats de forma permanent en espais públics de la comarca del Barcelonès.

## Badalona
| Nom                                 | Descripció                                        | Localització                                    | Coordenades                                          | Fitxa | Imatge                                                               |
| ----------------------------------- | ------------------------------------------------- | ----------------------------------------------- | ---------------------------------------------------- | ----- | -------------------------------------------------------------------- |
| Can Pontons                         |                                                   | Badalona Av. de la Cerdanya                     |                                                      | fitxa | Carregueu una nova foto                                              |
| Rectoria de Santa Maria             | Inscripció: D'hora a hora faig camí a l'eternitat | Badalona C. de Dalt, 47                         | 41° 27′ 11″ N, 2° 14′ 44″ E / 41.453017°N,2.245669°E | fitxa | Rectoria de Santa Maria (Badalona) · Carregueu una nova foto         |
| Carrer de Sant Francesc d'Assís, 43 |                                                   | Badalona C. de Sant Francesc d'Assís, 43        | 41° 27′ 00″ N, 2° 14′ 58″ E / 41.449967°N,2.249567°E | fitxa | Carregueu una nova foto                                              |
| Can Butinyà                         |                                                   | Badalona Camí del Monestir. Vall de Sant Jeroni | 41° 27′ 48″ N, 2° 13′ 15″ E / 41.463333°N,2.220917°E | fitxa | Carregueu una nova foto                                              |
| Can Pontons                         |                                                   | Badalona Passatge Can Pontons. Bufalà           | 41° 27′ 50″ N, 2° 14′ 24″ E / 41.464017°N,2.239933°E | fitxa | Carregueu una nova foto                                              |
| Can Coll                            |                                                   | Badalona Crta. de Canyet, 73. Canyet            | 41° 28′ 27″ N, 2° 14′ 03″ E / 41.474300°N,2.234100°E | fitxa | Carregueu una nova foto                                              |
| Can Gorchs, Residència Gent Gran    |                                                   | Badalona Ctra. BV-5011 km 3. Canyet             | 41° 28′ 29″ N, 2° 14′ 07″ E / 41.474750°N,2.235200°E | fitxa | Carregueu una nova foto                                              |
| Can Móra - est                      |                                                   | Badalona Camí del Monestir. Canyet              | 41° 28′ 11″ N, 2° 13′ 52″ E / 41.469683°N,2.231217°E | fitxa | Carregueu una nova foto                                              |
| Can Móra - sud                      |                                                   | Badalona Camí del Monestir. Canyet              | 41° 28′ 10″ N, 2° 13′ 51″ E / 41.469467°N,2.230850°E | fitxa | Carregueu una nova foto                                              |
| Can Nadal                           |                                                   | Badalona Canyet                                 | 41° 28′ 19″ N, 2° 13′ 58″ E / 41.472050°N,2.232833°E | fitxa | Carregueu una nova foto                                              |
| Can Tiano                           |                                                   | Badalona C. de Can Tiano, 65. Canyet            | 41° 28′ 12″ N, 2° 13′ 58″ E / 41.470017°N,2.232650°E | fitxa | Can Tiano (Badalona) · Carregueu una nova foto                       |
| Can Bofí Vell                       | Inscripció: Transit hora manent opera             | Badalona Travessera de Montigalà                | 41° 27′ 19″ N, 2° 14′ 02″ E / 41.455250°N,2.233783°E | fitxa | Can Bofí Vell (Badalona) · Vegeu més fotos · Carregueu una nova foto |
| Can Colomer                         |                                                   | Badalona Pomar                                  | 41° 28′ 23″ N, 2° 14′ 48″ E / 41.473083°N,2.246600°E | fitxa | Carregueu una nova foto                                              |
| Can Miravitges, Escola de Natura    | Inscripció: Can Miravitges                        | Badalona Pomar de Dalt, 16                      | 41° 28′ 30″ N, 2° 14′ 31″ E / 41.475050°N,2.242033°E | fitxa | Carregueu una nova foto                                              |
| Mas Boscà                           |                                                   | Badalona Crta. de Can Ruti, 23. Pomar           | 41° 28′ 18″ N, 2° 14′ 39″ E / 41.471767°N,2.244117°E | fitxa | Carregueu una nova foto                                              |

## Barcelona
| Nom                                                                           | Descripció                                                                                | Localització                                                                   | Coordenades                                            | Fitxa | Imatge |
| ----------------------------------------------------------------------------- | ----------------------------------------------------------------------------------------- | ------------------------------------------------------------------------------ | ------------------------------------------------------ | ----- | --- |
| ?                                                                             |                                                                                           | Barcelona Passeig de la Zona Franca, Barcelona                                 | 41° 21′ 26″ N, 2° 08′ 26″ E / 41.357202°N,2.140516°E   |       | Carregueu una nova foto                                                                                   |
| Carrer Tallers, 76 bis                                                        |                                                                                           | Barcelona C. Tallers, 76 bis                                                   | 41° 23′ 07″ N, 2° 09′ 54″ E / 41.385150°N,2.165050°E   | fitxa | Carrer Tallers, 76 bis (Barcelona) · Carregueu una nova foto                                              |
| Carrer d'en Carabassa, 7                                                      | Inscripció: Any 1775 / R. 2004                                                            | Barcelona C. d'en Carabassa, 7                                                 | 41° 22′ 49″ N, 2° 10′ 43″ E / 41.380267°N,2.178650°E   | fitxa | Carrer d'en Carabassa, 7 (Barcelona) · Vegeu més fotos · Carregueu una nova foto                          |
| Carrer Petritxol, 14                                                          | Inscripció: Hora del sol del Carrer Petritxol                                             | Barcelona C. Petritxol, 14                                                     | 41° 22′ 59″ N, 2° 10′ 22″ E / 41.382940°N,2.172821°E   | fitxa | Carrer Petritxol, 14 (Barcelona) · Carregueu una nova foto                                                |
| Carrer Riera Alta, 53                                                         |                                                                                           | Barcelona C. Riera Alta, 53                                                    | 41° 22′ 49″ N, 2° 09′ 52″ E / 41.3803189°N,2.1644375°E | fitxa | Carregueu una nova foto                                                                                   |
| Museu d'Història de Catalunya                                                 | Restes d'un escafé romà procedents del jaciment arqueològic de Darró i exposades al museu | Barcelona Pl. de Pau Vila, 3, Palau de Mar, en exposició                       |                                                        | fitxa | Carregueu una nova foto                                                                                   |
| Museu Marítim de Barcelona                                                    | Equatorial portàtil en caixa de fusta                                                     | Barcelona Pl. Portal de la Pau, 1, en exposició                                |                                                        | fitxa | Carregueu una nova foto                                                                                   |
| Museu Marítim de Barcelona                                                    | Portàtil de vori                                                                          | Barcelona Pl. Portal de la Pau, 1, en exposició                                |                                                        | fitxa | Carregueu una nova foto                                                                                   |
| Museu Marítim de Barcelona                                                    | Equatorial portàtil                                                                       | Barcelona Pl. Portal de la Pau, 1, en exposició                                |                                                        | fitxa | Carregueu una nova foto                                                                                   |
| Columna meteorològica                                                         | Equatorial esfèric                                                                        | Barcelona Jardins de Fontserè i Mestre, Parc de la Ciutadella                  | 41° 23′ 11″ N, 2° 11′ 09″ E / 41.386450°N,2.185800°E   | fitxa | Columna meteorològica (Barcelona) · Vegeu més fotos · Carregueu una nova foto                             |
| Registre Civil                                                                |                                                                                           | Barcelona Pl. del Duc de Medinaceli, 3                                         | 41° 22′ 43″ N, 2° 10′ 44″ E / 41.378617°N,2.178783°E   | fitxa | Carregueu una nova foto                                                                                   |
| Can Rosés, sud-oest                                                           | Inscripció: Any 1776                                                                      | Barcelona C. de Déu i Mata, 57, façana lateral                                 | 41° 23′ 17″ N, 2° 08′ 04″ E / 41.388133°N,2.134550°E   | fitxa | Biblioteca de Can Rosés, sud-oest (Barcelona) · Vegeu més fotos · Carregueu una nova foto                 |
| Can Rosés, sud-est                                                            | Inscripció: Construida en 1716 y Restaurada en 1900                                       | Barcelona C. de Déu i Mata, 57, façana principal                               | 41° 23′ 18″ N, 2° 08′ 05″ E / 41.388233°N,2.134833°E   | fitxa | Biblioteca de Can Rosés, sud-est (Barcelona) · Vegeu més fotos · Carregueu una nova foto                  |
| Can Planes, Masia del Futbol Club Barcelona                                   |                                                                                           | Barcelona Av. Joan XXIII, 2-14                                                 | 41° 22′ 59″ N, 2° 07′ 24″ E / 41.383150°N,2.123333°E   | fitxa | Can Planes (Barcelona) · Carregueu una nova foto                                                          |
| Can Canet de la Riera, Reial Club de Tennis Barcelona                         |                                                                                           | Barcelona C. de Bosch i Gimpera, 5                                             | 41° 23′ 33″ N, 2° 07′ 04″ E / 41.392600°N,2.117767°E   | fitxa | Can Canet de la Riera (Barcelona) · Vegeu més fotos · Carregueu una nova foto                             |
| Masia de Can Vinyals de la Torre                                              |                                                                                           | Barcelona C. Doctor Salvador Cardenal, 5-7                                     | 41° 23′ 09″ N, 2° 07′ 26″ E / 41.385917°N,2.123867°E   | fitxa | Masia Torre Rodona (Barcelona) · Vegeu més fotos · Carregueu una nova foto                                |
| Plaça Reina Maria Cristina                                                    | Analemàtic                                                                                | Barcelona Pl. Reina Maria Cristina - Av. Diagonal, enfront el Corte Inglés     | 41° 23′ 19″ N, 2° 07′ 39″ E / 41.388667°N,2.127483°E   | fitxa | Plaça Reina Maria Cristina (Barcelona) · Vegeu més fotos · Carregueu una nova foto                        |
| Carrer Parlament, 1                                                           | Inscripció: Jo sense sol i tu sense fe els dos no som res                                 | Barcelona C. Parlament, 1                                                      | 41° 22′ 32″ N, 2° 09′ 39″ E / 41.375450°N,2.160917°E   | fitxa | Carregueu una nova foto                                                                                   |
| Carrer Marina, 143                                                            | Inscripció: Amb temps i una canya anem a quarts de quinze / Migdia solar                  | Barcelona C. Marina, 143 - c. Ausiàs Marc                                      | 41° 23′ 51″ N, 2° 10′ 59″ E / 41.397367°N,2.183083°E   | fitxa | Carrer Marina, 143 (Barcelona) · Carregueu una nova foto                                                  |
| Casa Terradas / Casa de les Punxes                                            | Inscripció: Nunquam te crastina fallet hora                                               | Barcelona Av. Diagonal, 418                                                    | 41° 23′ 53″ N, 2° 09′ 50″ E / 41.397917°N,2.163917°E   | fitxa | Casa Terrades (Barcelona) · Vegeu més fotos · Carregueu una nova foto                                     |
| Església de Sant Josep Oriol                                                  | Inscripció: Horas non numero nisi serenas                                                 | Barcelona C. Diputació, 141-149                                                | 41° 23′ 01″ N, 2° 09′ 29″ E / 41.383533°N,2.157967°E   | fitxa | Església de Sant Josep Oriol (Barcelona) · Carregueu una nova foto                                        |
| Església dels Àngels - est                                                    | Inscripció: Ave Maria                                                                     | Barcelona C. Balmes, 78                                                        | 41° 23′ 27″ N, 2° 09′ 40″ E / 41.390733°N,2.161133°E   | fitxa | Carregueu una nova foto                                                                                   |
| Església dels Àngels - nord                                                   | Inscripció: Anno domini MCMLV                                                             | Barcelona C. Balmes, 78                                                        | 41° 23′ 27″ N, 2° 09′ 40″ E / 41.390767°N,2.161133°E   | fitxa | Església dels Àngels - nord (Barcelona) · Carregueu una nova foto                                         |
| Església dels Àngels - oest                                                   | Inscripció: Ora et Labora                                                                 | Barcelona C. Balmes, 78                                                        | 41° 23′ 27″ N, 2° 09′ 40″ E / 41.390733°N,2.161067°E   | fitxa | Església dels Àngels - oest (Barcelona) · Carregueu una nova foto                                         |
| Església dels Àngels - sud                                                    | Inscripció: Tempus breve est                                                              | Barcelona C. Balmes, 78                                                        | 41° 23′ 27″ N, 2° 09′ 40″ E / 41.390700°N,2.161083°E   | fitxa | Església dels Àngels - sud (Barcelona) · Carregueu una nova foto                                          |
| Gran Via de les Corts Catalanes, 581 àtic - I                                 |                                                                                           | Barcelona Gran Via de les Corts Catalanes, 581 àtic                            | 41° 23′ 08″ N, 2° 09′ 45″ E / 41.385428°N,2.162418°E   | fitxa | Carregueu una nova foto                                                                                   |
| Gran Via de les Corts Catalanes, 581 àtic - II                                | Inscripció: Transit hora manent opera                                                     | Barcelona Gran Via de les Corts Catalanes, 581 àtic                            | 41° 23′ 08″ N, 2° 09′ 45″ E / 41.385428°N,2.162418°E   | fitxa | Carregueu una nova foto                                                                                   |
| Gran Via de les Corts Catalanes, 581 àtic - III                               |                                                                                           | Barcelona Gran Via de les Corts Catalanes, 581 àtic                            | 41° 23′ 08″ N, 2° 09′ 45″ E / 41.385428°N,2.162418°E   | fitxa | Carregueu una nova foto                                                                                   |
| Passeig de Gràcia, 94                                                         |                                                                                           | Barcelona Pg. de Gràcia, 94, pati interior                                     | 41° 23′ 45″ N, 2° 09′ 43″ E / 41.395700°N,2.161933°E   | fitxa | Carregueu una nova foto                                                                                   |
| Masia Can Trilla                                                              |                                                                                           | Barcelona Pl. Trilla, façana sud                                               | 41° 24′ 12″ N, 2° 09′ 07″ E / 41.403317°N,2.151817°E   | fitxa | Masia Can Trilla (Barcelona) · Carregueu una nova foto                                                    |
| Avinguda Vallcarca, 20-22 àtic                                                |                                                                                           | Barcelona Av. Vallcarca, 20-22, àtic                                           | 41° 24′ 31″ N, 2° 08′ 57″ E / 41.408517°N,2.149117°E   | fitxa | Avinguda Vallcarca, 20-22 àtic (Barcelona) · Carregueu una nova foto                                      |
| Carrer Antequera, 21                                                          |                                                                                           | Barcelona C. Antequera, 21                                                     | 41° 24′ 49″ N, 2° 09′ 26″ E / 41.4135067°N,2.1570892°E | fitxa | Carregueu una nova foto                                                                                   |
| Carrer Larrard, 39                                                            |                                                                                           | Barcelona C. Larrard, 39                                                       | 41° 24′ 45″ N, 2° 09′ 14″ E / 41.4123915°N,2.1538469°E | fitxa | Carregueu una nova foto                                                                                   |
| Can Trias                                                                     |                                                                                           | Barcelona Parc Güell                                                           | 41° 24′ 55″ N, 2° 09′ 09″ E / 41.415350°N,2.152600°E   | fitxa | Can Trias (Barcelona) · Vegeu més fotos · Carregueu una nova foto                                         |
| Can Tusquets                                                                  | Inscripció: 1793                                                                          | Barcelona Travessera de Dalt, 61                                               | 41° 24′ 35″ N, 2° 09′ 16″ E / 41.409767°N,2.154567°E   | fitxa | Can Tusquets (Barcelona) · Vegeu més fotos · Carregueu una nova foto                                      |
| Can Xipreret, Club Tennis de la Salut                                         |                                                                                           | Barcelona C. Mare de Déu de la Salut, 75                                       | 41° 24′ 47″ N, 2° 09′ 27″ E / 41.412967°N,2.157483°E   | fitxa | Carregueu una nova foto                                                                                   |
| Carrer Cardedeu, 20 àtic                                                      | Inscripció: Fotografio l'hora quan el sol és fora                                         | Barcelona C. Cardedeu, 20 àtic                                                 | 41° 24′ 59″ N, 2° 08′ 41″ E / 41.416367°N,2.144667°E   | fitxa | Carregueu una nova foto                                                                                   |
| Carretera de les Aigües, 360                                                  |                                                                                           | Barcelona Ctra. de les Aigües, 360, pati interior                              | 41° 25′ 11″ N, 2° 07′ 56″ E / 41.4198547°N,2.1321959°E | fitxa | Carregueu una nova foto                                                                                   |
| Església de la Mare de Déu del Coll                                           |                                                                                           | Barcelona C. del Santuari                                                      | 41° 25′ 12″ N, 2° 09′ 06″ E / 41.420087°N,2.151560°E   | fitxa | Carregueu una nova foto                                                                                   |
| Església dels Josepets, antigament Carmelites Descalços de Gràcia             |                                                                                           | Barcelona Pl. de Lesseps, 25                                                   | 41° 24′ 25″ N, 2° 08′ 56″ E / 41.406883°N,2.148817°E   | fitxa | Església dels Josepets (Barcelona) · Vegeu més fotos · Carregueu una nova foto                            |
| Lluïsos de Gràcia                                                             | Inscripció: In temperie                                                                   | Barcelona Pl. del Nord, 7-10                                                   | 41° 24′ 26″ N, 2° 09′ 19″ E / 41.407183°N,2.155333°E   | fitxa | Lluïsos de Gràcia (Barcelona) · Vegeu més fotos · Carregueu una nova foto                                 |
| Passeig de Turull, 38                                                         | Inscripció: 27-7-82 Joan                                                                  | Barcelona Pg. de Turull, 38                                                    | 41° 24′ 48″ N, 2° 08′ 54″ E / 41.4132487°N,2.1483467°E | fitxa | Carregueu una nova foto                                                                                   |
| Plaça del Sol                                                                 | Equatorial, grup escultòric                                                               | Barcelona Pl. del Sol                                                          | 41° 24′ 06″ N, 2° 09′ 25″ E / 41.401733°N,2.156817°E   | fitxa | Plaça del Sol (Barcelona) · Vegeu més fotos · Carregueu una nova foto                                     |
| Residència Geriàtrica Bon Viure                                               |                                                                                           | Barcelona C. de Campoamor, 56                                                  | 41° 26′ 06″ N, 2° 09′ 18″ E / 41.434933°N,2.154983°E   | fitxa | Carregueu una nova foto                                                                                   |
| Can Mariner, Biblioteca Horta                                                 | Inscripció: Mentre el Sol em tocarà sabràs l'hora que serà                                | Barcelona C. de Vent, 1                                                        | 41° 25′ 53″ N, 2° 09′ 38″ E / 41.431250°N,2.160500°E   | fitxa | Can Mariner (Barcelona) · Vegeu més fotos · Carregueu una nova foto                                       |
| Carrer d'Aiguafreda, 11 bis                                                   |                                                                                           | Barcelona C. d'Aiguafreda, 11 bis                                              | 41° 25′ 37″ N, 2° 09′ 37″ E / 41.427050°N,2.160217°E   | fitxa | Carrer d'Aiguafreda, 11 bis (Barcelona) · Carregueu una nova foto                                         |
| Carrer d'Aiguafreda, 12                                                       | Inscripció: Cap hora és isarda                                                            | Barcelona C. d'Aiguafreda, 12                                                  | 41° 25′ 37″ N, 2° 09′ 37″ E / 41.427050°N,2.160333°E   | fitxa | Carrer d'Aiguafreda, 12 (Barcelona) · Carregueu una nova foto                                             |
| Carrer d'Aiguafreda, 17                                                       |                                                                                           | Barcelona C. d'Aiguafreda, 17                                                  | 41° 25′ 38″ N, 2° 09′ 38″ E / 41.427100°N,2.160533°E   | fitxa | Carrer d'Aiguafreda, 17 (Barcelona) · Carregueu una nova foto                                             |
| Carrer d'Aiguafreda, 5                                                        |                                                                                           | Barcelona C. d'Aiguafreda, 6                                                   | 41° 25′ 36″ N, 2° 09′ 35″ E / 41.426767°N,2.159600°E   | fitxa | Carrer d'Aiguafreda, 5 (Barcelona) · Carregueu una nova foto                                              |
| Carrer d'Arenys, 59-63                                                        |                                                                                           | Barcelona C. d'Arenys, 59-63, la Taxonera                                      | 41° 25′ 20″ N, 2° 08′ 39″ E / 41.422333°N,2.144133°E   | fitxa | Carrer d'Arenys, 59-63 (Barcelona) · Carregueu una nova foto                                              |
| Carrer de l'Arc de Sant Martí, 53                                             |                                                                                           | Barcelona C. de l'Arc de Sant Martí, 53                                        | 41° 25′ 32″ N, 2° 10′ 19″ E / 41.425467°N,2.171817°E   | fitxa | Carrer de l'Arc de Sant Martí, 53 (Barcelona) · Carregueu una nova foto                                   |
| Carrer de l'Arc de Sant Martí, 61                                             |                                                                                           | Barcelona C. de l'Arc de Sant Martí, 61                                        | 41° 25′ 31″ N, 2° 10′ 19″ E / 41.425217°N,2.171950°E   | fitxa | Carrer de l'Arc de Sant Martí, 61 (Barcelona) · Carregueu una nova foto                                   |
| Carrer de Sant Bernabé, 18                                                    | Inscripció: MCMLXXXIV                                                                     | Barcelona C. de Sant Bernabé, 18, façana sud                                   | 41° 26′ 00″ N, 2° 09′ 38″ E / 41.433200°N,2.160450°E   | fitxa | Carregueu una nova foto                                                                                   |
| Carrer d'Horta, 8 bis                                                         |                                                                                           | Barcelona C. d'Horta, 8 bis                                                    | 41° 25′ 51″ N, 2° 09′ 45″ E / 41.430729°N,2.162593°E   | fitxa | Carregueu una nova foto                                                                                   |
| Carrer Jericó, 22                                                             |                                                                                           | Barcelona C. Jericó, 22. Sant Genís dels Agudells                              | 41° 25′ 18″ N, 2° 08′ 21″ E / 41.421601°N,2.139043°E   | fitxa | Carregueu una nova foto                                                                                   |
| Carrer Torelló, 3                                                             |                                                                                           | Barcelona C. Torelló, 3                                                        | 41° 25′ 43″ N, 2° 09′ 05″ E / 41.428733°N,2.151383°E   | fitxa | Carregueu una nova foto                                                                                   |
| Ca l'Eudald, o Ca l'Andal                                                     |                                                                                           | Barcelona C. del Llobregós, 46                                                 | 41° 25′ 36″ N, 2° 09′ 38″ E / 41.426783°N,2.160600°E   | fitxa | Ca l'Eudald (Barcelona) · Carregueu una nova foto                                                         |
| Can Baró, Escola Artur Martorell                                              |                                                                                           | Barcelona Pl. Can Baró, 1-3                                                    | 41° 25′ 00″ N, 2° 09′ 44″ E / 41.416567°N,2.162233°E   | fitxa | Can Baró (Barcelona) · Vegeu més fotos · Carregueu una nova foto                                          |
| Can Bech - est                                                                |                                                                                           | Barcelona Turó de la Rovira, Carmel                                            | 41° 25′ 09″ N, 2° 09′ 34″ E / 41.419200°N,2.159400°E   | fitxa | Carregueu una nova foto                                                                                   |
| Can Bech - oest                                                               |                                                                                           | Barcelona Turó de la Rovira, Carmel                                            | 41° 25′ 09″ N, 2° 09′ 33″ E / 41.419133°N,2.159117°E   | fitxa | Carregueu una nova foto                                                                                   |
| Can Bech - sud                                                                |                                                                                           | Barcelona Turó de la Rovira, Carmel                                            | 41° 25′ 09″ N, 2° 09′ 33″ E / 41.419100°N,2.159300°E   | fitxa | Carregueu una nova foto                                                                                   |
| Can Figuerola - est                                                           |                                                                                           | Barcelona C. de Judea, 2. Sant Genís dels Agudells                             | 41° 25′ 29″ N, 2° 08′ 24″ E / 41.424683°N,2.140033°E   | fitxa | Carregueu una nova foto                                                                                   |
| Can Figuerola - sud                                                           | Inscripció: Pau en aquesta llar                                                           | Barcelona C. de Judea, 2. Sant Genís dels Agudells                             | 41° 25′ 29″ N, 2° 08′ 24″ E / 41.424600°N,2.139883°E   | fitxa | Carregueu una nova foto                                                                                   |
| Can Garcini                                                                   |                                                                                           | Barcelona Passatge Garcini, 15                                                 | 41° 25′ 06″ N, 2° 10′ 46″ E / 41.418200°N,2.179533°E   | fitxa | Carregueu una nova foto                                                                                   |
| Can Móra                                                                      | Només queden dos gnòmons de vareta                                                        | Barcelona Camí de Can Móra, 11-13                                              | 41° 25′ 04″ N, 2° 09′ 05″ E / 41.417850°N,2.151400°E   | fitxa | Can Móra (Barcelona) · Vegeu més fotos · Carregueu una nova foto                                          |
| Can Papanaps                                                                  |                                                                                           | Barcelona C. de Dosrius, 5. Sant Genís dels Agudells                           | 41° 26′ 24″ N, 2° 08′ 51″ E / 41.440117°N,2.147483°E   | fitxa | Can Papanaps (Barcelona) · Vegeu més fotos · Carregueu una nova foto                                      |
| Can Paronet                                                                   |                                                                                           | Barcelona Camí de Sant Genís a Horta, 60-66 - av. Cardenal Vidal i Barraquer   | 41° 25′ 45″ N, 2° 09′ 02″ E / 41.429217°N,2.150650°E   | fitxa | Carregueu una nova foto                                                                                   |
| Carrer Alarcon, 55                                                            |                                                                                           | Barcelona C. Alarcon, 55, façana sud                                           | 41° 25′ 37″ N, 2° 09′ 09″ E / 41.427050°N,2.152467°E   | fitxa | Carregueu una nova foto                                                                                   |
| Carrer Alarcon, 30                                                            |                                                                                           | Barcelona C. Alarcon, 30                                                       | 41° 25′ 41″ N, 2° 09′ 10″ E / 41.427918°N,2.152705°E   | fitxa | Carregueu una nova foto                                                                                   |
| Carrer de l'Art, 45                                                           | Inscripció: Només marco hores serenas                                                     | Barcelona C. de l'Art, 45                                                      | 41° 25′ 13″ N, 2° 10′ 37″ E / 41.420365°N,2.177023°E   | fitxa | Carregueu una nova foto                                                                                   |
| Carrer la Plana, 38                                                           |                                                                                           | Barcelona C. la Plana, 38                                                      | 41° 25′ 49″ N, 2° 09′ 25″ E / 41.430300°N,2.156833°E   | fitxa | Carregueu una nova foto                                                                                   |
| Carrer Puríssima, 20                                                          |                                                                                           | Barcelona C. Puríssima, 20                                                     | 41° 25′ 38″ N, 2° 09′ 05″ E / 41.427267°N,2.151450°E   | fitxa | Carrer Puríssima, 20 (Barcelona) · Carregueu una nova foto                                                |
| Centre d'Estudis Martí-Codolar, salesians                                     |                                                                                           | Barcelona Av. Cardenal Vidal i Barraquer, 1                                    |                                                        | fitxa | Carregueu una nova foto                                                                                   |
| Biblioteca de l'Escola de Jardineria                                          |                                                                                           | Barcelona C. Germans Desvalls, Parc del Laberint d'Horta                       | 41° 26′ 21″ N, 2° 08′ 49″ E / 41.439217°N,2.147033°E   | fitxa | Carregueu una nova foto                                                                                   |
| Pavelló Neoclàssic del Laberint d'Horta                                       | Inscripció: Artis Naturaque Parit Concordia Pulchrum                                      | Barcelona Parc del Laberint d'Horta                                            | 41° 26′ 26″ N, 2° 08′ 42″ E / 41.440600°N,2.145133°E   | fitxa | Pavelló Neoclàssic del Laberint d'Horta (Barcelona) · Carregueu una nova foto                             |
| Rectoria de Sant Genís dels Agudells                                          | Inscripció: Jo sense sol i tu sense fe ni tu ni jo som res                                | Barcelona C. Saldes, 3                                                         | 41° 25′ 40″ N, 2° 08′ 10″ E / 41.427733°N,2.136217°E   | fitxa | Rectoria de Sant Genís dels Agudells (Barcelona) · Vegeu més fotos · Carregueu una nova foto              |
| Passatge de Feliu, 7                                                          |                                                                                           | Barcelona Passatge de Feliu, 7                                                 | 41° 25′ 42″ N, 2° 09′ 06″ E / 41.428217°N,2.151717°E   | fitxa | Carregueu una nova foto                                                                                   |
| Passatge de l'Arc de Sant Martí, 6                                            |                                                                                           | Barcelona Ptge. de l'Arc de Sant Martí, 6                                      | 41° 25′ 29″ N, 2° 10′ 17″ E / 41.424700°N,2.171333°E   | fitxa | Carregueu una nova foto                                                                                   |
| Passatge de l'Arc de Sant Martí, 8                                            |                                                                                           | Barcelona Ptge. de l'Arc de Sant Martí, 10                                     | 41° 25′ 29″ N, 2° 10′ 16″ E / 41.424659°N,2.171136°E   | fitxa | Passatge de l'Arc de Sant Martí, 10 (Barcelona) · Carregueu una nova foto                                 |
| Carrer de Vilalba dels Arcs                                                   | Font pública d'acer                                                                       | Barcelona C. de Vilalba dels Arcs                                              | 41° 26′ 07″ N, 2° 10′ 06″ E / 41.435152°N,2.168378°E   | fitxa | Carrer de Vilalba dels Arcs (Barcelona) · Carregueu una nova foto                                         |
| Can Valent                                                                    |                                                                                           | Barcelona C. Piferrer - c. Alsamora                                            | 41° 26′ 06″ N, 2° 10′ 48″ E / 41.435100°N,2.180033°E   | fitxa | Can Valent (Barcelona) · Vegeu més fotos · Carregueu una nova foto                                        |
| Can Verdaguer - sud-est                                                       |                                                                                           | Barcelona C. Piferrer, 94 - c. Casas i Amigó                                   | 41° 26′ 03″ N, 2° 10′ 46″ E / 41.434133°N,2.179417°E   | fitxa | Can Verdaguer - sud-est (Barcelona) · Vegeu més fotos · Carregueu una nova foto                           |
| Can Verdaguer - sud-oest                                                      |                                                                                           | Barcelona C. Piferrer, 94                                                      | 41° 26′ 03″ N, 2° 10′ 45″ E / 41.434033°N,2.179133°E   | fitxa | Carregueu una nova foto                                                                                   |
| Parc Central de Nou Barris                                                    | Font pública d'acer                                                                       | Barcelona                                                                      | 41° 26′ 12″ N, 2° 10′ 19″ E / 41.436768°N,2.17187°E    | fitxa | Parc Central de Nou Barris (Barcelona) · Carregueu una nova foto                                          |
| Passatge del Doctor Pi i Molist, 15-17                                        | Inscripció: El Cel es ma Regla                                                            | Barcelona Passatge del Doctor Pi i Molist, 15-17                               | 41° 25′ 55″ N, 2° 10′ 26″ E / 41.432067°N,2.173800°E   | fitxa | Passatge del Doctor Pi i Molist, 15-17 (Barcelona) · Carregueu una nova foto                              |
| Plaça Major de Nou Barris                                                     | Font pública d'acer                                                                       | Barcelona Pl. Major de Nou Barris                                              | 41° 26′ 15″ N, 2° 10′ 19″ E / 41.43741°N,2.17197°E     | fitxa | Carregueu una nova foto                                                                                   |
| Plaça Virrei Amat                                                             | Font pública d'acer                                                                       | Barcelona Pl. Virrei Amat, prop de l'av. de Borbó                              | 41° 25′ 47″ N, 2° 10′ 28″ E / 41.429643°N,2.174553°E   | fitxa | Plaça Virrei Amat (Barcelona) · Carregueu una nova foto                                                   |
| Ca l'Armera                                                                   |                                                                                           | Barcelona C. Cardenal Tedeschini, 32                                           | 41° 25′ 34″ N, 2° 11′ 00″ E / 41.425984°N,2.18321°E    | fitxa | Carregueu una nova foto                                                                                   |
| Carrer Coroleu, 11                                                            | Inscripció: Casa 1 juliol 1993 / Rellotge 20 març 2011                                    | Barcelona C. Coroleu, 11                                                       | 41° 25′ 57″ N, 2° 11′ 18″ E / 41.432603°N,2.188339°E   | fitxa | Carregueu una nova foto                                                                                   |
| Can Carasses, Escola Ignasi Iglesias                                          | Inscripció: Escola Ignasi Iglesias                                                        | Barcelona Pg. Torras i Bages, 108                                              | 41° 26′ 29″ N, 2° 11′ 27″ E / 41.441362°N,2.190889°E   | fitxa | Can Carasses (Barcelona) · Vegeu més fotos · Carregueu una nova foto                                      |
| Carrer Gran de Sant Andreu, 221                                               |                                                                                           | Barcelona C. Gran de Sant Andreu, 221                                          | 41° 26′ 03″ N, 2° 11′ 22″ E / 41.434244°N,2.18946°E    | fitxa | Carregueu una nova foto                                                                                   |
| Casal Bascònia                                                                |                                                                                           | Barcelona C. Fraga, 27, Jardins Malats-Fraga                                   | 41° 26′ 10″ N, 2° 11′ 15″ E / 41.436208°N,2.187451°E   | fitxa | Carregueu una nova foto                                                                                   |
| Rectoria parròquia Sant Andreu de Palomar                                     | Inscripció: Hora solar del poble Sant Andreu de Palomar                                   | Barcelona C. del Pont, 3                                                       |                                                        | fitxa | Rectoria parròquia Sant Andreu de Palomar (Barcelona) · Carregueu una nova foto                           |
| Carrer de Bilbao, 41-43, àtic                                                 |                                                                                           | Barcelona C. de Bilbao, 41-43, àtic                                            | 41° 24′ 07″ N, 2° 12′ 15″ E / 41.402000°N,2.204167°E   | fitxa | Carregueu una nova foto                                                                                   |
| Carrer Maresme, 174-176                                                       |                                                                                           | Barcelona C. Maresme, 174-176, a tocar del c. Pere IV                          | 41° 25′ 03″ N, 2° 12′ 33″ E / 41.417467°N,2.209200°E   | fitxa | Carregueu una nova foto                                                                                   |
| Carrer Taulat, 17                                                             | Inscripció: El sol es vida, Montroy es alegria                                            | Barcelona C. Taulat, 17                                                        | 41° 23′ 46″ N, 2° 12′ 06″ E / 41.396183°N,2.201600°E   | fitxa | Carrer Taulat, 17 (Barcelona) · Carregueu una nova foto                                                   |
| Carrer Taulat, 81                                                             |                                                                                           | Barcelona C. Taulat, 81                                                        | 41° 23′ 55″ N, 2° 12′ 15″ E / 41.398533°N,2.204283°E   | fitxa | Carregueu una nova foto                                                                                   |
| Can Cadena                                                                    | Inscripció: Carpe Diem                                                                    | Barcelona C. Menorca, 25                                                       | 41° 25′ 14″ N, 2° 11′ 52″ E / 41.420533°N,2.197817°E   | fitxa | Can Cadena (Barcelona) · Carregueu una nova foto                                                          |
| Can Riera                                                                     | Restes de tres gnòmons de vareta                                                          | Barcelona C. Bonaventura Gispert                                               | 41° 25′ 32″ N, 2° 11′ 51″ E / 41.425533°N,2.197583°E   | fitxa | Carregueu una nova foto                                                                                   |
| Can Saladrigues                                                               |                                                                                           | Barcelona C. Joncar - c. Bilbao                                                | 41° 24′ 05″ N, 2° 12′ 18″ E / 41.401450°N,2.204867°E   | fitxa | Carregueu una nova foto                                                                                   |
| CEIP Catalònia                                                                |                                                                                           | Barcelona C. Perú, 195                                                         | 41° 24′ 44″ N, 2° 12′ 03″ E / 41.412283°N,2.200783°E   | fitxa | Carregueu una nova foto                                                                                   |
| Casa rectoral de Sant Martí Vell - sud-est                                    | Inscripció: Jo sense sol i tu sense fe no valem res                                       | Barcelona Pl. d'Ignasi Juliol                                                  | 41° 25′ 15″ N, 2° 11′ 48″ E / 41.420867°N,2.196683°E   | fitxa | Casa rectoral de Sant Martí Vell - sud-est (Barcelona) · Vegeu més fotos · Carregueu una nova foto        |
| Casa rectoral de Sant Martí Vell - sud-oest                                   | Inscripció: Recorda que el temps passa camí de l'eternitat                                | Barcelona Pl. d'Ignasi Juliol                                                  | 41° 25′ 15″ N, 2° 11′ 48″ E / 41.420850°N,2.196767°E   | fitxa | Casa rectoral de Sant Martí Vell - sud-oest (Barcelona) · Vegeu més fotos · Carregueu una nova foto       |
| Escola Casas                                                                  | Inscripció: Cœlestium index                                                               | Barcelona C. Sant Joan de Malta, 44                                            | 41° 24′ 31″ N, 2° 11′ 33″ E / 41.408550°N,2.192400°E   | fitxa | Escola Casas (Barcelona) · Vegeu més fotos · Carregueu una nova foto                                      |
| Gran Plaça del Fòrum                                                          | Analemàtic sobre l'asfalt                                                                 | Barcelona                                                                      | 41° 24′ 41″ N, 2° 13′ 35″ E / 41.411517°N,2.226317°E   | fitxa | Gran Plaça del Fòrum (Barcelona) · Carregueu una nova foto                                                |
| Gran Via de les Corts Catalanes, 839                                          | Font pública d'acer                                                                       | Barcelona Gran Via de les Corts Catalanes, 839 - c. Escultors Claperós         | 41° 24′ 20″ N, 2° 11′ 22″ E / 41.405600°N,2.189467°E   | fitxa | Carregueu una nova foto                                                                                   |
| Gran Via de les Corts Catalanes - c. la Llacuna                               | Font pública d'acer                                                                       | Barcelona Gran Via de les Corts Catalanes - c. la Llacuna                      | 41° 24′ 25″ N, 2° 11′ 29″ E / 41.406900°N,2.191267°E   | fitxa | Gran Via de les Corts Catalanes - c. la Llacuna (Barcelona) · Carregueu una nova foto                     |
| Passatge d'Aymar, 9                                                           |                                                                                           | Barcelona Passatge d'Aymar, 9                                                  | 41° 23′ 52″ N, 2° 12′ 15″ E / 41.397800°N,2.204133°E   | fitxa | Carregueu una nova foto                                                                                   |
| Plaça de les Constel·lacions                                                  | Inscripció: Plaça de les Constel·lacions                                                  | Barcelona Centre Comercial Glòries                                             | 41° 24′ 18″ N, 2° 11′ 28″ E / 41.405067°N,2.191050°E   | fitxa | Plaça de les Constel·lacions (Barcelona) · Carregueu una nova foto                                        |
| Platja del Bogatell                                                           | Bifilar. Inscripció: Temps vertader                                                       | Barcelona Vila Olímpica                                                        | 41° 23′ 30″ N, 2° 12′ 16″ E / 41.391767°N,2.204483°E   | fitxa | Platja del Bogatell (Barcelona) · Vegeu més fotos · Carregueu una nova foto                               |
| Carrer Carreras Candi, 91                                                     | Inscripció: Qui té sol que més vol?                                                       | Barcelona C. Carreras Candi, 91, esc. D, àtic 3a                               |                                                        | fitxa | Carregueu una nova foto                                                                                   |
| Carrer Motors, IPVM                                                           | Analemàtic                                                                                | Barcelona C. Motors                                                            |                                                        | fitxa | Carregueu una nova foto                                                                                   |
| Carrer Olivera, 42                                                            |                                                                                           | Barcelona C. Olivera, 42                                                       | 41° 22′ 25″ N, 2° 09′ 26″ E / 41.3736996°N,2.1572149°E | fitxa | Carregueu una nova foto                                                                                   |
| Jardins davant del castell de Montjuïc                                        | Cilíndric horitzontal                                                                     | Barcelona                                                                      | 41° 21′ 49″ N, 2° 10′ 04″ E / 41.36353°N,2.16766°E     | fitxa | Jardins davant del castell de Montjuïc (Barcelona) · Carregueu una nova foto                              |
| La Masia del Sot                                                              | Inscripció: Progredior ultra retro non referar                                            | Barcelona Av. dels Muntanyans, Jardí Botànic Històric, Parc de Montjuïc        | 41° 22′ 01″ N, 2° 09′ 13″ E / 41.367050°N,2.153700°E   | fitxa | La Masia del Sot (Barcelona) · Vegeu més fotos · Carregueu una nova foto                                  |
| Museu Etnològic de Barcelona                                                  | Inscripció: Ando sin parar mandando a la eternidad la más remota posteridad / MDCX        | Barcelona Pg. Santa Madrona, 16-22, en exposició                               |                                                        | fitxa | Carregueu una nova foto                                                                                   |
| Museu Etnològic de Barcelona                                                  | Terracota horitzontal                                                                     | Barcelona Pg. Santa Madrona, 16-22, en exposició                               |                                                        | fitxa | Carregueu una nova foto                                                                                   |
| Nissan Motor Ibèrica                                                          |                                                                                           | Barcelona Carrer 4, Polígon Industrial Zona Franca                             | 41° 20′ 09″ N, 2° 07′ 01″ E / 41.335817°N,2.116833°E   | fitxa | Carregueu una nova foto                                                                                   |
| Torre o Casa del Rellotge                                                     |                                                                                           | Barcelona Pl. Bonet i Muixí, 3                                                 |                                                        | fitxa | Carregueu una nova foto                                                                                   |
| Poble Espanyol                                                                | Inscripció: Omnia Tempus Habent                                                           | Barcelona                                                                      |                                                        | fitxa | Carregueu una nova foto                                                                                   |
| Museu de Tradicions                                                           |                                                                                           | Barcelona Poble Espanyol                                                       |                                                        | fitxa | Carregueu una nova foto                                                                                   |
| Torre del castell de Montjuïc - sud-est                                       |                                                                                           | Barcelona                                                                      | 41° 21′ 57″ N, 2° 09′ 58″ E / 41.365889°N,2.166019°E   | fitxa | Torre del castell de Montjuïc - sud-est (Barcelona) · Carregueu una nova foto                             |
| Torre del castell de Montjuïc - sud-oest                                      |                                                                                           | Barcelona                                                                      | 41° 21′ 57″ N, 2° 09′ 58″ E / 41.365889°N,2.166019°E   | fitxa | Torre del castell de Montjuïc - sud-oest (Barcelona) · Carregueu una nova foto                            |
| Avinguda de la Mare de Déu de Lorda, 20                                       |                                                                                           | Barcelona Av. de la Mare de Déu de Lorda, 20                                   | 41° 23′ 49″ N, 2° 06′ 31″ E / 41.3970717°N,2.108567°E  | fitxa | Carregueu una nova foto                                                                                   |
| Can Mestres                                                                   | Inscripció: 1766                                                                          | Barcelona Av. de Vallvidrera, 25, jardí                                        | 41° 24′ 24″ N, 2° 06′ 50″ E / 41.406617°N,2.113817°E   | fitxa | Carregueu una nova foto                                                                                   |
| Baixada del Monestir, 1                                                       |                                                                                           | Barcelona Baixada del Monestir, 1, façana sud, Jardins de la Creu de Pedralbes | 41° 23′ 44″ N, 2° 06′ 46″ E / 41.395567°N,2.112733°E   | fitxa | Baixada del Monestir, 1 (Barcelona) · Carregueu una nova foto                                             |
| Carrer de la Santíssima Trinitat del Mont, 38                                 | Inscripció: Bon dia                                                                       | Barcelona C. de la Santíssima Trinitat del Mont, 38                            | 41° 24′ 33″ N, 2° 07′ 04″ E / 41.409217°N,2.117683°E   | fitxa | Carregueu una nova foto                                                                                   |
| Carrer de Román Macaya, 18                                                    |                                                                                           | Barcelona C. de Román Macaya, 18 façana sud - c. Lleó XIII                     | 41° 24′ 49″ N, 2° 08′ 12″ E / 41.413683°N,2.136800°E   | fitxa | Carregueu una nova foto                                                                                   |
| Carrer del Milanesat, 7                                                       |                                                                                           | Barcelona C. del Milanesat, 7                                                  | 41° 23′ 50″ N, 2° 07′ 43″ E / 41.397283°N,2.128683°E   | fitxa | Carrer del Milanesat, 7 (Barcelona) · Carregueu una nova foto                                             |
| Can Cisó                                                                      | Inscripció: Segle XVIII                                                                   | Barcelona C. Major de Sarrià, 80 - c. Hort de la Vila                          | 41° 23′ 56″ N, 2° 07′ 21″ E / 41.398933°N,2.122417°E   | fitxa | Can Cisó (Barcelona) · Carregueu una nova foto                                                            |
| Carrer Mossèn Vives, 16                                                       | Inscripció: Jo sense sol i tu sense fe cap dels dos no valem ré                           | Barcelona C. Mossèn Vives, 16                                                  | 41° 24′ 37″ N, 2° 07′ 46″ E / 41.410183°N,2.129333°E   | fitxa | Carrer Mossèn Vives, 16 (Barcelona) · Carregueu una nova foto                                             |
| Carrer Román Macaya, 23                                                       |                                                                                           | Barcelona C. Román Macaya, 23                                                  |                                                        | fitxa | Carregueu una nova foto                                                                                   |
| Carrer Vista Bella, 13                                                        |                                                                                           | Barcelona C. Vista Bella, 13                                                   |                                                        | fitxa | Carregueu una nova foto                                                                                   |
| Can Calopa de Dalt                                                            |                                                                                           | Barcelona Ctra. Vallvidrera-Molins km. 5                                       | 41° 25′ 45″ N, 2° 03′ 41″ E / 41.429251°N,2.061507°E   | fitxa | Carregueu una nova foto                                                                                   |
| Can Canut                                                                     |                                                                                           | Barcelona Pg. Carroç - passatge Sta. Amèlia, darrere Residència Alba           |                                                        | fitxa | Carregueu una nova foto                                                                                   |
| Can Castellví                                                                 | Inscripció: De sol a sol, com el pagès.                                                   | Barcelona Camí de Can Pasqual, Vallvidrera                                     | 41° 25′ 13″ N, 2° 04′ 54″ E / 41.420297°N,2.081785°E   | fitxa | Can Castellví (Barcelona) · Vegeu més fotos · Carregueu una nova foto                                     |
| Can Pasqual                                                                   |                                                                                           | Barcelona Camí de Can Pasqual, Vallvidrera                                     | 41° 25′ 00″ N, 2° 04′ 49″ E / 41.416529°N,2.080267°E   | fitxa | Can Pasqual (Barcelona) · Vegeu més fotos · Carregueu una nova foto                                       |
| Can Pomaret, Residència Geriàtrica                                            |                                                                                           | Barcelona C. Pomaret, 25                                                       | 41° 24′ 18″ N, 2° 07′ 25″ E / 41.404917°N,2.123583°E   | fitxa | Can Pomaret (Barcelona) · Vegeu més fotos · Carregueu una nova foto                                       |
| Can Xoliu                                                                     | Dos rellotges bessons                                                                     | Barcelona C. Parc de la Budellera, 24                                          | 41° 25′ 14″ N, 2° 06′ 54″ E / 41.420650°N,2.115033°E   | fitxa | Can Xoliu (Barcelona) · Vegeu més fotos · Carregueu una nova foto                                         |
| Carrer Bori i Fontestà, 18                                                    | Inscripció: Il sole sorge in Assia                                                        | Barcelona C. Bori i Fontestà, 18, 9è 1a                                        | 41° 23′ 36″ N, 2° 08′ 21″ E / 41.393300°N,2.139117°E   | fitxa | Carregueu una nova foto                                                                                   |
| Carretera de les Aigües de Barcelona                                          | Escafé semiesfèric                                                                        | Barcelona Collserola                                                           |                                                        | fitxa | Carregueu una nova foto                                                                                   |
| Casa Llansà                                                                   | Inscripció: 1790 Estrada 1998                                                             | Barcelona Pl. de Sarrià, 12                                                    | 41° 24′ 01″ N, 2° 07′ 18″ E / 41.400217°N,2.121550°E   | fitxa | Casa Llansà (Barcelona) · Vegeu més fotos · Carregueu una nova foto                                       |
| Club de Tennis Barcino                                                        | Monòlit. Inscripció: Vigilate itaque quia nescitis diem neque horam                       | Barcelona Pl. de Narcisa Freixas, 2-3, jardí                                   | 41° 24′ 31″ N, 2° 08′ 20″ E / 41.408650°N,2.138817°E   | fitxa | Carregueu una nova foto                                                                                   |
| Col·legi d'Enginyers de Camins, Canals i Ports de Catalunya                   | Inscripció: Tempora Tempore Tempera                                                       | Barcelona C. dels Vergós, 16, pati                                             | 41° 23′ 58″ N, 2° 07′ 49″ E / 41.399333°N,2.130183°E   | fitxa | Carregueu una nova foto                                                                                   |
| Col·legi La Salle Bonanova                                                    | Dos rellotges bessons                                                                     | Barcelona C. Sant Joan de la Salle, 33, pati interior                          | 41° 24′ 27″ N, 2° 07′ 50″ E / 41.407498°N,2.130633°E   | fitxa | Col·legi La Salle Bonanova (Barcelona) · Carregueu una nova foto                                          |
| Convent dels Caputxins de Sarrià, antic Convent de Santa Anna i Santa Eulàlia |                                                                                           | Barcelona C. Vives i Tutó, 2, pati privat                                      | 41° 23′ 37″ N, 2° 07′ 12″ E / 41.3937°N,2.1201°E       | fitxa | Carregueu una nova foto                                                                                   |
| Carrer Parc Budellera, 2                                                      | Inscripció: 1954                                                                          | Barcelona Ctra. Vallvidrera a Torre Foster, trencall Font Budellera            | 41° 24′ 59″ N, 2° 06′ 38″ E / 41.416367°N,2.110561°E   | fitxa | Carrer Parc Budellera, 2 (Barcelona) · Carregueu una nova foto                                            |
| Ermita de Santa Creu d'Olorda                                                 |                                                                                           | Barcelona Serra de Collserola vora el Puig d'Olorda i la Pedrera dels Ocells   | 41° 24′ 58″ N, 2° 03′ 29″ E / 41.416236°N,2.058096°E   | fitxa | Ermita de Santa Creu d'Olorda (Barcelona) · Carregueu una nova foto                                       |
| Escola Betània-Patmos                                                         | Inscripció: Bon dia i bona hora                                                           | Barcelona Av. de la Mare de Déu de Lorda, 2-16                                 | 41° 23′ 49″ N, 2° 06′ 37″ E / 41.396833°N,2.110367°E   | fitxa | Carregueu una nova foto                                                                                   |
| Escola Sant Gregori                                                           |                                                                                           | Barcelona C. de Carles Riba, 11-15, pati                                       | 41° 24′ 45″ N, 2° 07′ 31″ E / 41.412633°N,2.125250°E   | fitxa | Escola Sant Gregori (Barcelona) · Carregueu una nova foto                                                 |
| Casa Roviralta, el Frare Blanc                                                | Inscripció: Quantum haec umbra progreditur tantum tua vita minuitur                       | Barcelona C. Román Macaya, 5 - av. Tibidabo, 31                                | 41° 24′ 47″ N, 2° 08′ 04″ E / 41.413183°N,2.134350°E   | fitxa | Casa Roviralta (Barcelona) · Vegeu més fotos · Carregueu una nova foto                                    |
| Monestir de Pedralbes - claustre ala nord                                     | Inscripció: D.44 Gs - P. 42 / ANY 1778                                                    | Barcelona Baixada del Monestir, 9                                              | 41° 23′ 44″ N, 2° 06′ 44″ E / 41.3956333°N,2.1121763°E | fitxa | Monestir de Pedralbes - claustre ala nord (Barcelona) · Carregueu una nova foto                           |
| Monestir de Pedralbes - claustre ala ponent                                   | Inscripció: D. 50 Gs / P. 42 ANY/ 1778                                                    | Barcelona Baixada del Monestir, 9                                              | 41° 23′ 44″ N, 2° 06′ 44″ E / 41.3956333°N,2.1121763°E | fitxa | Carregueu una nova foto                                                                                   |
| Passeig de Santa Eulàlia, 9                                                   |                                                                                           | Barcelona Pg. de Santa Eulàlia 9 - c. General Vives, Ronda de Dalt             |                                                        | fitxa | Carregueu una nova foto                                                                                   |
| Plaça Artós, 3-4                                                              |                                                                                           | Barcelona Pl. Artós 3-4                                                        | 41° 23′ 45″ N, 2° 07′ 34″ E / 41.395717°N,2.126217°E   | fitxa | Plaça Artós, 3-4 (Barcelona) · Carregueu una nova foto                                                    |
| Plaça de la Ciència                                                           |                                                                                           | Barcelona Pl. de la Ciència, damunt del Museu de la Ciència                    | 41° 24′ 46″ N, 2° 07′ 52″ E / 41.412761°N,2.131178°E   | fitxa | Plaça de la Ciència (Barcelona) · Carregueu una nova foto                                                 |
| Torre Sant Joan Baptista                                                      | Dos rellotges bessons. Inscripció: Depressa fugen las horas, depressa y no tornan més...  | Barcelona C. els Albers, 25 - c. de Navarro i Reverter                         | 41° 24′ 52″ N, 2° 06′ 20″ E / 41.414567°N,2.105433°E   | fitxa | Torre Sant Joan Baptista (Barcelona) · Carregueu una nova foto                                            |
| Rellotge alemany al Museu del Disseny                                         | Rellotge plegable del segle xviii procedent d'Alemanya                                    | Barcelona En exposició al Museu del Disseny de Barcelona                       |                                                        |       | Rellotge alemany al Museu del Disseny (Barcelona) · Vegeu més fotos · Carregueu una nova foto             |
| Rellotge de sol equatorial Schreteger                                         | Rellotge plegable de 1800-1850 procedent d'Alemanya                                       | Barcelona En exposició al Museu del Disseny de Barcelona                       |                                                        |       | Rellotge de sol equatorial Schreteger (Barcelona) · Vegeu més fotos · Carregueu una nova foto             |
| Rellotge de sol del segle XX al Museu del Disseny                             | Rellotge plegable europeu del segle XX                                                    | Barcelona En exposició al Museu del Disseny de Barcelona                       |                                                        |       | Rellotge de sol del segle XX al Museu del Disseny (Barcelona) · Vegeu més fotos · Carregueu una nova foto |
| Plaça Letamendi 29                                                            |                                                                                           | Barcelona                                                                      | 41° 23′ 22″ N, 2° 09′ 40″ E / 41.389560°N,2.160999°E   |       | Plaça Letamendi 29 (Barcelona) · Carregueu una nova foto                                                  |
| Jardí Botànic                                                                 | Rellotge analemàtic pintat a terra                                                        | Barcelona Jardí Botànic de Barcelona                                           | 41° 21′ 38″ N, 2° 09′ 23″ E / 41.360630°N,2.156483°E   |       | Jardí Botànic (Barcelona) · Carregueu una nova foto                                                       |

## L'Hospitalet de Llobregat
| Nom                                               | Descripció                                           | Localització                                                | Coordenades                                            | Fitxa | Imatge                                                                               |
| ------------------------------------------------- | ---------------------------------------------------- | ----------------------------------------------------------- | ------------------------------------------------------ | ----- | ------------------------------------------------------------------------------------ |
| Can Pau de l'Arna                                 |                                                      | L'Hospitalet de Llobregat C. Sant Roc, 7-9                  | 41° 21′ 33″ N, 2° 05′ 52″ E / 41.359100°N,2.097833°E   | fitxa | Carregueu una nova foto                                                              |
| Ca n'Escorça                                      |                                                      | L'Hospitalet de Llobregat C. de Santa Eulàlia, 2            | 41° 22′ 05″ N, 2° 07′ 51″ E / 41.368083°N,2.130933°E   | fitxa | Ca n'Escorça (l'Hospitalet de Llobregat) · Vegeu més fotos · Carregueu una nova foto |
| Cal Capella, Restaurant La Marina de l'Hospitalet |                                                      | L'Hospitalet de Llobregat C. Feixa Llarga, 47               | 41° 20′ 22″ N, 2° 06′ 28″ E / 41.339317°N,2.107767°E   | fitxa | Carregueu una nova foto                                                              |
| Ca n'Oliveres                                     |                                                      | L'Hospitalet de Llobregat Ctra. de Collblanc, davant n. 247 | 41° 22′ 38″ N, 2° 06′ 02″ E / 41.3771333°N,2.1006138°E | fitxa | Ca n'Oliveres (l'Hospitalet de Llobregat) · Carregueu una nova foto                  |
| Carrer Molí, 24                                   | Inscripció: Rubió i Ors / esclat                     | L'Hospitalet de Llobregat C. Molí, 24                       | 41° 22′ 06″ N, 2° 06′ 06″ E / 41.368333°N,2.101667°E   | fitxa | Carregueu una nova foto                                                              |
| Escola Joan Miró                                  | Inscripció: La vida és temps, el temps és vida       | L'Hospitalet de Llobregat Av. Europa                        |                                                        | fitxa | Carregueu una nova foto                                                              |
| Forn de pa Camps Costa                            | Inscripció: Jo sense sol i tu sense pa no tenim demà | L'Hospitalet de Llobregat Crta. de Collblanc, 28            | 41° 22′ 33″ N, 2° 07′ 12″ E / 41.375767°N,2.119950°E   | fitxa | Carregueu una nova foto                                                              |
| Can Trabal                                        | Inscripció: 1769                                     | L'Hospitalet de Llobregat Camí de la Cadena, 1              | 41° 20′ 43″ N, 2° 05′ 48″ E / 41.345350°N,2.096533°E   | fitxa | Carregueu una nova foto                                                              |
| La Remunta                                        |                                                      | L'Hospitalet de Llobregat Parc de la Remunta                | 41° 21′ 34″ N, 2° 05′ 37″ E / 41.359578°N,2.093495°E   |       | La Remunta (l'Hospitalet de Llobregat) · Carregueu una nova foto                     |

## Sant Adrià de Besòs
| Nom                 | Descripció                 | Localització                                                             | Coordenades | Fitxa | Imatge                  |
| ------------------- | -------------------------- | ------------------------------------------------------------------------ | ----------- | ----- | ----------------------- |
| Carrer Maragall, 24 | Inscripció: A lumine motus | Sant Adrià de Besòs C. Maragall, 24, entl., terrassa, cantonada Rambleta |             | fitxa | Carregueu una nova foto |

## Santa Coloma de Gramenet
| Nom                   | Descripció                         | Localització                                                                           | Coordenades                                          | Fitxa | Imatge                                                           |
| --------------------- | ---------------------------------- | -------------------------------------------------------------------------------------- | ---------------------------------------------------- | ----- | ---------------------------------------------------------------- |
| Can Gol               |                                    | Santa Coloma de Gramenet Ctra. de la Roca                                              |                                                      | fitxa | Carregueu una nova foto                                          |
| Can Mariner           | Inscripció: El Sol lluu per a tots | Santa Coloma de Gramenet Pl. d'en Xavier Valls                                         | 41° 26′ 54″ N, 2° 12′ 43″ E / 41.448250°N,2.211917°E | fitxa | Can Mariner (Santa Coloma de Gramenet) · Carregueu una nova foto |
| Can Selva             |                                    | Santa Coloma de Gramenet C. Major, 44                                                  | 41° 27′ 11″ N, 2° 12′ 22″ E / 41.453067°N,2.206017°E | fitxa | Can Selva (Santa Coloma de Gramenet) · Carregueu una nova foto   |
| Can Zam               |                                    | Santa Coloma de Gramenet Av. de Francesc Macià, 93                                     | 41° 27′ 21″ N, 2° 12′ 14″ E / 41.455950°N,2.203933°E | fitxa | Can Zam (Santa Coloma de Gramenet) · Carregueu una nova foto     |
| Carrer Sant Josep, 18 |                                    | Santa Coloma de Gramenet C. Sant Josep, 18, façana al pati amb accés pel c. Sant Ramon | 41° 27′ 01″ N, 2° 12′ 37″ E / 41.450350°N,2.210250°E | fitxa | Carregueu una nova foto                                          |